# رضاآباد (بدره)
رضاآباد، منطقه ای در روستای چنار باشی در دهستان علیشروان بخش مرکزی شهرستان بدره در استان ایلام ایران است.

## جمعیت
بر پایه سرشماری عمومی نفوس و مسکن در سال ۱۳۹۵، جمعیت این روستا برابر با ۱۸ نفر (۶ خانوار) بوده‌است.